# Svinhufvud af Qvalstad
Svinhufvud af Qvalstad (finskt uttal: [ˈsʋinhu̥fvud]; finlandssvenskt uttal: [ˈsviːnhʉːvʉd]) är en svensk adelsätt från Stora Kopparbergs socken i Dalarna. Finlands tredje president, Pehr Evind Svinhufvud, tillhörde ätten.

## Historia
Ätten äldsta kända medlem är bergsmannen Peder Sjurdsson (nämnd 1528 och levde 1542) i Främby, Stora Kopparbergs socken. Hans son, bergsmannen Hans Persson i Surarvet, Aspeboda socken, gifte sig med Anna Månsdotter som genom sin farfars mor tillhörde den så kallade Svinhufvudsläkten i Dalarna, känd sedan 1300-talets slut. Deras son, fogden i Västra Silvbergs län sedermera häradshövdingen i Jönåkers härad i Södermanland Peder Hansson (död 1576), adlades av Johan III 1574 och upptog i samband med adlandet den äldre Svinhufvudsläktens vapenbild, som fördes av hans morfar bergsfogden och häradshövdingen Måns Nilsson i Aspeboda. 
Hans son, Jöns Persson (död 1636), som upptog namnet Svinhufvud, var fogde i flera olika fögderier i Uppland, introducerades å ättens vägnar på riddarhuset 1627. Då det vid denna tid fanns två adliga ätter som förde ett vildsvinshuvud i vapnet (Svinhufvud af Qvalstad och Svinhufvud i Westergötland) tillades af Qvalstad i särskiljande syfte till den förstnämnda ättens namn vid dess introduktion på riddarhuset 1633, från Jöns Perssons sätesgård Kvalsta (i Östuna socken, Uppland), som han ärvt efter sin moster Elin Matsdotter (Körning).
En son till Jöns Persson var Christer Svinhufvud (1607-1660). Han var soldat och stred i bland annat Karl X Gustavs första danska krig.
Ätten har inte varit representerad på den svenska riddarhuset efter 1809, men en i allmogen nedsjunken släktgren som inte längre använde ättenamnet fortlevde i norra Uppland och utslocknade på spinnsidan i slutet av 1800-talet.
En gren hade emellertid på 1700-talet överflyttat till Finland med löjtnanten Peter Gustaf Svinhufvud (1696-1732), vars ättegren 1818 immatrikulerades på Finlands Riddarhus och ännu fortlever där. Ättens mest kände medlem är republiken Finlands tredje president Pehr Evind Svinhufvud.
Ätten är på kvinnosidan befryndad med adliga ätten Svinhufvud i Westergötland.